# Casa Lewis G. Morris
La Casa Lewis G. Morris  es una casa histórica ubicada en Nueva York, Nueva York. La Casa Lewis G. Morris se encuentra inscrita  en el Registro Nacional de Lugares Históricos desde el 12 de febrero de 1977. Ernest Flagg fue el arquitecto de la Casa Lewis G. Morris.

## Ubicación
La Casa Lewis G. Morris se encuentra dentro del condado de Nueva York en las coordenadas 40°46′46″N 73°57′28″O / 40.779444, -73.957778.